# Кент (Карагандинская область)
Кент (каз. Кент) — село в Каркаралинском районе Карагандинской области Казахстана. Входит в состав Киргизского сельского округа. Код КАТО — 354869400.
Поселение Кент бегазы-дандыбаевской культуры с улицами, каменными фундаментами и домами, планировкой, занимало площадь 25 га и имеет возраст примерно как и Сарыаркинская пирамида — конец эпохи бронзы.
В 3 км к юго-востоку от села находится дворец 17 века Кызылкениш.

## Население
В 1999 году население села составляло 188 человек (91 мужчина и 97 женщин). По данным переписи 2009 года, в селе проживало 137 человек (70 мужчин и 67 женщин).